# Joan Soler i Amigó
Joan Soler i Amigó (Badalona, 10 de junio de 1941 - Badalona, 1 de enero de 2022) fue un pedagogo y escritor español en lengua catalana, interesado en la investigación de la cultura popular catalana.

## Biografía
Nació el 10 de junio de 1941 en la ciudad de Badalona, población situada en la comarca del Barcelonés, España. Estudió Filosofía y Letras en la Universidad de Barcelona, donde se licenció en 1975 en pedagogía. Posteriormente, trabajó como técnico municipal de educación en el Ayuntamiento de Badalona.

## Obra
Interesado en la investigación en torno a la cultura popular, escribió multitud de letras para el folk catalán y fue el coordinador de una serie de libros sobre conocimiento de otras culturas presentes en Cataluña así como director de la redacción del Tradicionari, una enciclopedia de cultura popular catalana editada en diez volúmenes por la editorial Enciclopèdia Catalana.
Interesado en la didáctica infantil, a lo largo de su carrera escribió diversos libros destinados a este público, colaborando con la ilustradora Pilarín Bayés, y participando como guionista en la serie de dibujos animados emitida por Televisió de Catalunya de Història de Catalunya (1988-1989). Adaptó al catalán canciones de Tom Paxton y Peter, Paul & Mary para Falsterbo-3, de Leadbelly para Els Baldufes. Como autor dejó canciones como "Les rondes del vi", algunas a dúo con Jaume Arnella, adaptaciones de espirituales negros, y en los últimos tiempos títulos como "Pau i Treva" y "Mar Mur".

## Premios y reconocimientos
- Premio Crítica Serra d'Or (1979) por Festes tradicionals de Catalunya.
- Premio Baldiri Reixach (1982) por Barres i onades: relats d'història de Badalona.
- Premio Nacional de Cultura Popular (2006)  concedido por la Generalidad de Cataluña, por el desarrollo de su obra magna Tradicionari así como en reconocimiento de su carrera.
- Creu de San Jordi (2018).[1]

## Obra seleccionada
- 2011: 50 anys, 100 cançons. De la Vella Xiruca a Mar Mur passant per les Rondes de Vi
- 2010: Dones catalanes llegendàries. Reines, comtesses i heroïnes
- 2005: Tradicionari. Enciclopèdia de la cultura popular de Catalunya. 10 volums
- 2003: D'on vénen els nens i com se fan segons la tradició popular
- 2000: Sant Jordi. La diada. La tradició. L'actualitat
- 1998: Enciclopèdia de la fantasia popular catalana
- 1996: Petita història d'Antoni Puigvert
- 1995: Els enllocs. Els temps i els horitzons de la utopia
- 1991: L'Orfeó Català, un cant i una senyera
- 1990: Mitologia catalana
- 1989: A Catalunya és festa!
- 1989: Cuentos populares de España
- 1988: Fiestas de los pueblos de España
- 1986: Camí ral
- 1985: Maig major: història de les festes de Maig a Badalona
- 1982: Barres i onades: relats d'història de Badalona
- 1978: Festes tradicionals de Catalunya
- 1978: Història de Catalunya